# デーモン・ナイト (映画)
『デーモン・ナイト』（原題: Demon Knight, Tales from the Crypt Presents: Demon Knight）は、1995年製作のアメリカのホラーファンタジー映画。HBOのテレビドラマ『ハリウッド・ナイトメア』（Tales from the Crypt）の一環として製作された。

## あらすじ
欧米地域の田舎、とある洋館ホテルを舞台に、悪魔とホテル内の人々との死闘が繰り広げられる。追われる男（フランク）が、ホテルにたどり着き、宿を求める。ほどなくして、それを追うキザな風貌の男（悪魔）がやってきた。訪ねてきた警官たちを軽々と惨殺した悪魔は小鬼を大量召喚し、ホテル内は修羅場となる。
フランクが、持っている小瓶からある液体を床に直線状にしたたらせると、そこには、悪魔が通過できないバリアーが出来上がった。悪魔は、人々に幻を見せたり、誘惑したりしてバリアーの撤去を企んだ。誘惑に負けた人たちは、小鬼に食われたり、ゾンビ化したりして悲惨な最期をたどっていく。
そこまでして悪魔が狙っているのは何か。小瓶の液体、つまり「聖者の血」である。それは、かけた悪魔を完全消滅させるという、悪魔にとってはとんでもない代物であった。
ゾンビと化した宿泊客にやられた、断末魔のフランク。大昔からの聖者（最初はキリストだったようである）たちがそうしたように、死ぬ直前、自分の手を切って流れ出る血をふたたび小瓶に注ぎ足し、次のものに託した。その小瓶を手にしたものは、手に星形の瘢痕と、その場で再現される大昔からの記憶を焼き付けられて、次の聖者（悪魔対抗者）の使命を背負わされてしまう。その使命を背負ったのは、最後に一人生き残った、ホテルの小間使いの女の子（ジェルリン）だった。彼女はどうにか困難を打ち破り、血を使ってめでたく悪魔を打ち倒す。
すべてが終わり、そこを離れるバスに乗るジェルリン。すばやく聖者の血を垂らし、バスの入り口にバリアーをつくった。あとから乗ろうとした黒ずくめの青年は、乗車をあきらめた。その者は、ほかの違う悪魔だったのである。
そして幸運にもそれ以降、生涯にわたって、ジェルリンは悪魔と遭遇することはなかった。

## キャスト
※括弧内は日本語吹替
- コレクター - ビリー・ゼイン（原康義）
- フランク・ブレイカー - ウィリアム・サドラー（谷口節）
- ジェルリン - ジェイダ・ピンケット（岡本麻弥）
- コーデリア - ブレンダ・バーキ（渡辺美佐）
- アイリーン - CCH・パウンダー（磯辺万沙子）
- ウィリー叔父さん - ディック・ミラー（塚田正昭）
- ローチ - トーマス・ヘイデン・チャーチ（中多和宏）
- ボブ副保安官 - ゲイリー・ファーマー（茶風林）
- タッパー保安官 - ジョン・シャック（宝亀克寿）
- ウォーリー - チャールズ・フライシャー
- ダニー - ライアン・ショーン・オドノヒュー
- ワンダ - シェリー・ローズ
- パーティーベイブ1 - ティファニー・アン
- パーティーベイブ2 - トレイシー・ビンガム
- クリプトキーパー（声） - ジョン・カーサー（田原アルノ）
- 切り裂き魔 - ジョン・ラロケット（クレジットなし）